# Вукитичево
Вукитичево (укр. Вукитичеве) — село в Надлакской сельской общине Голованевского района Кировоградской области Украины.
До 2020 года входило в Новоархангельский район
Население по переписи 2001 года составляло 180 человек. Почтовый индекс — 26151. Телефонный код — 5255. Код КОАТУУ — 3523681003.